# Espèce remarquable
Une espèce remarquable fait partie des espèces retenues par certaines méthodes d'inventaire naturaliste et d'évaluation environnementale. Elles sont considérées comme remarquables pour la biodiversité, ou menacées et jugées importantes pour et dans l'écosystème ou particulièrement représentative d'un habitat naturel ou de l'état de l'écosystème. Elles appartiennent à divers groupes (champignons, bryophytes, arachnides, lépidoptères, Apoïdes, Mollusques, etc.). 

## Définition
C'est « une espèce rare ou menacée visée par les directives Habitats et Oiseaux, en particulier celles figurant sur la liste rouge des espèces menacées, de surcroît si elle est emblématique et typique de la région et que celle-ci porte une responsabilité particulière dans sa conservation. ».